# Serena Lake
Serena Lake (nascida Serena Thorne; Devon, 28 de outubro de 1842 – Adelaide, 9 de julho de 1902) foi uma sufragista e pregadora evangélica inglesa radicada na Austrália.

## Início de vida
Serena Thorne nasceu na Inglaterra em Shebbear, no condado de Devon. Ela era filha dos pregadores metodistas Samuel and Mary Thorne. Aos 21 anos de idade Serena já era uma pregadora conhecida em Devon, na Cornualha e em Gales do Sul.

## Ativismo

### Austrália
Serena Thorne foi enviada para pregar em Queensland, Austrália em 1865 e em 1870 ela foi convidada para pregar em igrejas metodistas de Adelaide, Austrália Meridional. Ela pregou para grandes multidões em Adelaide e viajou muito entre paróquias da Austrália Meridional.
Em março de 1871 ela casou-se com o Reverendo Octavius Lake (1871–1922). Entre 1873 e 1883 ela deu à luz a sete filhos, dos quais apenas um alcançou a idade adulta.

### Liga pelo Sufrágio Feminino
Em 1888 Lake esteve envolvida na fundação da Liga pelo Sufrágio Feminino da Austrália Meridional e foi designada conselheira da Liga. Lake acreditava que a igualdade de gênero era "o projeto original do Criador" e combinou o sonho do sufrágio feminino com a fé evangélica. Lake compartilhou plataformas com sufragistas como Mary Lee e usou lógica, sagacidade e fervor evangélico para argumentar em favor do sufrágio feminino.
Lake acreditava firmemente nos males do álcool e tinha certeza de que, uma vez que as mulheres tivessem o direito ao voto, isso ajudaria a acabar com o comércio de bebidas alcoólicas.

### União de Temperança Feminina Cristã (WCTU)
Em 1889 Lake foi designada para a posição de organizadora da União de Temperança Feminina Cristã (WCTU) da Austrália Meridional, além de superintendente de sufrágio da organização. Lake viajou amplamente por toda a Austrália Meridional, bem como para Broken Hill, para inscrever novos membros e estabelecer filiais da União em toda a Austrália Meridional. Ela também divulgou a causa do sufrágio feminino na União através do seu cargo de superintendente de sufrágio. Em um relatório de 1890 para a WCTU, Lake registrou 27 novas filiais da União que ela havia ajudado a fundar na Austrália Meridional.
Lake pediu a cada uma das 65 filiais da WCTU na Austrália Meridional que relatasse os trabalhos de seus departamentos de sufrágio feminino. No entanto, em um relatório de 1891, ela observou que apenas metade respondeu à sua solicitação e alguns sequer tinham departamentos de sufrágio. O relatório de 1891 forneceu informações sobre o progresso da legislação de sufrágio feminino e continha um apelo de Lake aos membros para divulgar a causa sufragista.
Uma frase do relatório de Lake dizia: "O objetivo do nosso trabalho é conscientizar homens e mulheres da injustiça e o absurdo de uma vida na qual a influência materna não tem autoridade reconhecida ou reconhecimento legal."
Em 1891 Lake tornou-se vice-presidente da União e deixou seus outros cargos da organização.

## Morte
Nos últimos dez anos da sua morte, Lake dedicou-se às causas humanitárias e evangélicas. Lake esteve envolvida no estabelecimento da Bible Christian Woman's Missionary Board, conselho de apoio aos trabalhos missionários na China. Em 1892 ela tornou-se a superintendente dos evangelistas.
Lake morreu em Adelaide, Austrália Meridional, em 9 de julho de 1902 e foi sepultada no Payneham Cemetery.